# Колоније бактерија
Колоније бактерија су накупине бактерија видљивих на чврстим хранљивим подлогама. Настају дељењем једне бактеријске ћелије и садрже милионе јединки. У идентификацији се користе типичне и трајне карактеристике узгоја одређене бактеријске врсте: 
- Макроскопским прегледом колонија (голим оком) утврђује се њихов облик, пресек и изглед површине (храпав-Р, глатки-С, слузав-М), величина, прозирност (замућеност) и присуство пигмента.
- Оптичка помагала (лупа, микроскоп) посматрају ивице колонија и њихову структуру (уједначена, мрежаста, зрнаста, ваздушна).

Више колонија на једној храњивој подлози (агар) називају се бактеријска култура. Култура бактерија може бити чиста ако расту колоније само једне бактеријске врсте или се мешају ако расту колоније више од једне бактеријске врсте. 